# Chaitophorus afganensis
Chaitophorus afganensis är en insektsart. Chaitophorus afganensis ingår i släktet Chaitophorus och familjen långrörsbladlöss. Inga underarter finns listade i Catalogue of Life.